# Postura

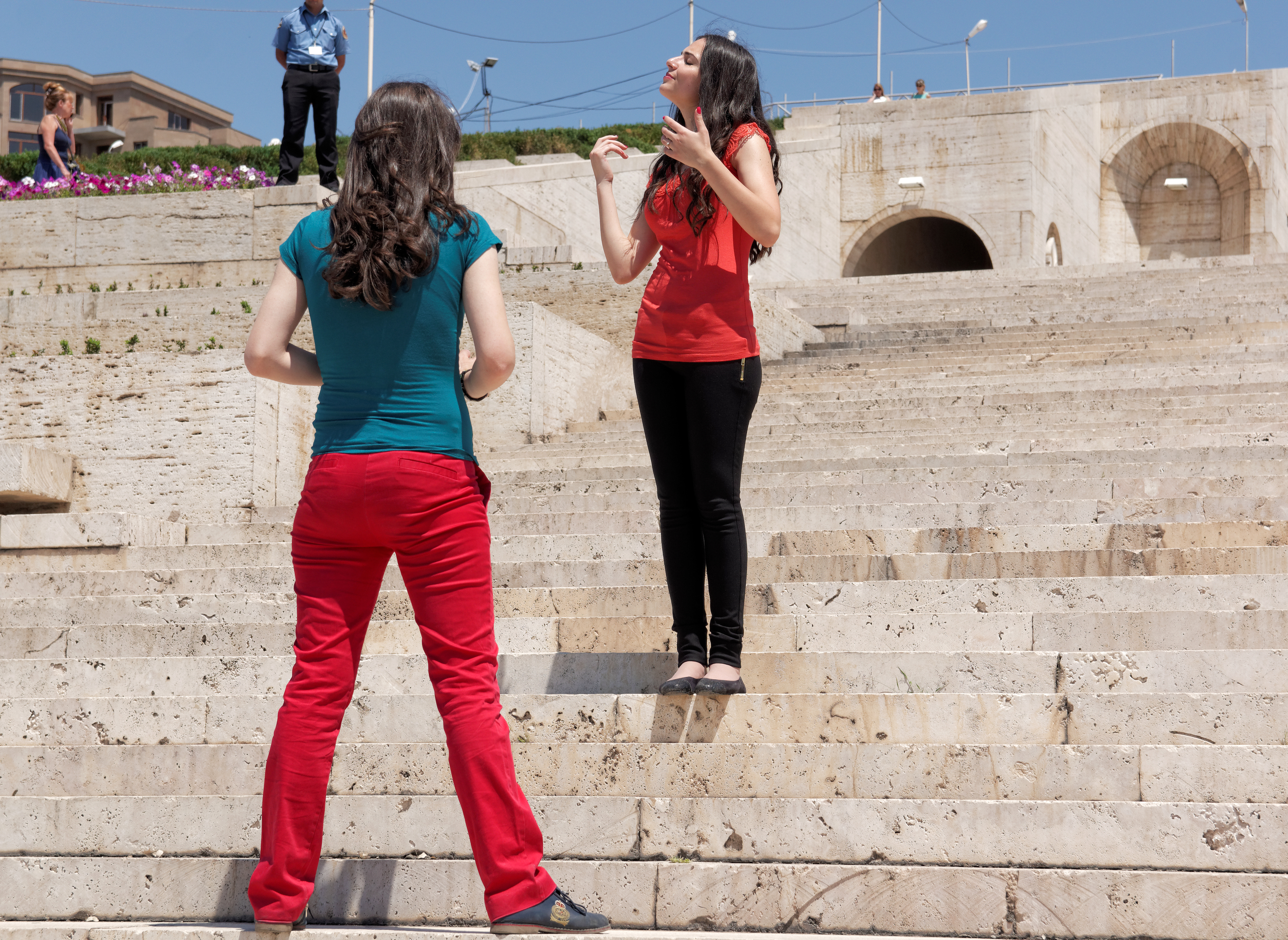
Postura

La postura o positura és la situació o manera com hom disposa el cos. Per extensió també és la manera d'estar disposats els membres del cos, la manera de posar-se o de moure's. Etimològicament ve de la mateixa paraula llatina, positura que significa "cosa a posar", "manera de posar-se".
A través de les sensacions propioceptives es té consciència de la disposició del cos en relació amb l'espai i en relació amb les seves diferents parts, que són la base receptiva del control del moviment de l'ésser humà. Els receptors sensorials que es troben en músculs i superfícies articulars reconeixen el canvi corporal en el grau de tensió d'aquestes estructures i envien la informació a les àrees propioceptives del cervell, on es processa la informació i es pren consciència de la situació espacial del cos o de les seves parts, així com la noció d'esquema corporal. La posició espacial del cos també està condicionada per la informació que prové de l'òrgan de l'equilibri, en l'orella interna, que determina més concretament els canvis de posició del cap en l'espai. La formació reticular del sistema nerviós controla la postura. La postura normalment va acompanyada d'uns hàbits posturals diferents per a cada tipus de persona.